# Tristaniopsis
Tristaniopsis é um género botânico pertencente à família Myrtaceae.

## Espécies
1. ↑  «Tristaniopsis — World Flora Online». www.worldfloraonline.org. Consultado em 19 de agosto de 2020